# Pietro Colletta
Pietro Colletta (Napoli, 23 gennaio 1775 – Firenze, 11 novembre 1831) è stato uno storico e generale italiano.

## Biografia
Pietro Colletta era figlio dell'avvocato Antonio Colletti (poi Colletta) di Napoli e di Maria Saveria Gadaleta, di Molfetta. Fece dapprima studi giuridici, ma preferì intraprendere poi la carriera delle armi; il 27 dicembre 1794 ottenne l'ammissione all'accademia militare del Regno di Napoli da cui uscì nel 1796 col grado di alfiere. Promosso tenente nel giugno 1798, fu aiutante maggiore nel corpo di artiglieria alla fine dello stesso anno, partecipò alla battaglia di Civita Castellana contro le truppe francesi del Macdonald e successivamente prese parte alla difesa di Capua. Nel gennaio 1799 aderì con poco entusiasmo alla Repubblica Napoletana. Al ritorno di Ferdinando di Borbone fu imprigionato a Castel dell'Ovo per cinque mesi. Liberato nell'aprile del 1800 grazie alla corruzione di alcuni giudici, non fu riammesso nell'esercito borbonico e per vivere esercitò la professione di ingegnere civile

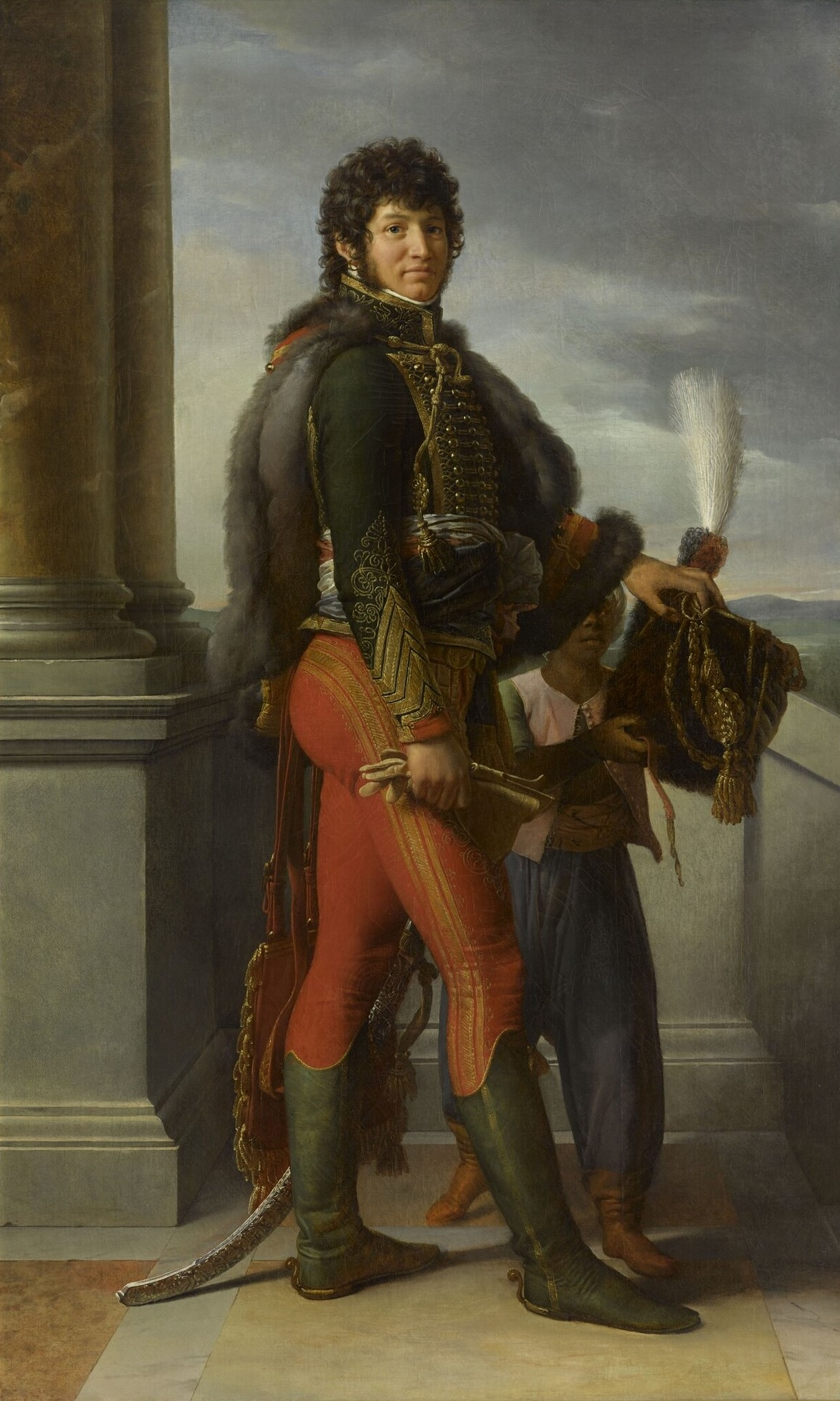
Gioacchino Murat a Napoli

Quando i Borbone furono cacciati per la seconda volta nel 1806 e Giuseppe Bonaparte fu incoronato re di Napoli, Colletta aderì al nuovo regime e riprese la carriera militare; gli fu restituito il suo grado e prese parte all'assedio di Gaeta. Amico del ministro Saliceti, nell'agosto 1806 fu nominato giudice del tribunale di Terra di Lavoro e dei due Principati, con sede a Napoli. Promosso da Giuseppe Bonaparte, al momento di lasciare Napoli, tenente colonnello del Genio, Colletta proseguì la carriera anche con Gioacchino Murat;  predispose fra l'altro il piano per strappare ai britannici l'isola di Capri nell'ottobre 1808. Nel novembre sposò una giovane vedova, Bettina Gaston. Nel marzo 1809 divenne aiutante di campo di Murat e poi intendente della Calabria Ulteriore. Nel febbraio 1812 ritornò a Napoli e fu promosso direttore generale del corpo di ingegneri di strade e ponti.
Nel giugno 1813 fu promosso da Murat maresciallo di campo. Dopo la sconfitta francese a Lipsia (ottobre 1813) fu vicino a Murat nelle sue campagne militari e fu probabilmente fra coloro che incitarono il sovrano ad abbandonare Napoleone e tentare di unire l'Italia intavolando trattative con Austria e Inghilterra. Nell'aprile 1814 divenne consigliere di stato, nel dicembre ebbe il titolo di barone. Nominato tenente generale, rimase a fianco di Murat fino alla fine del regno. Il 20 maggio 1815, Colletta firmò presso Capua, insieme al generale Michele Carrascosa, il Trattato di Casalanza, che restituì il Regno di Napoli ai Borboni dopo il decennio napoleonico.
Mantenne il grado di generale anche dopo la restaurazione di re Ferdinando e nel 1818 gli fu dato il comando della IV divisione. Durante i moti carbonari del luglio 1820 il re lo chiamò a far parte del suo consiglio e quando fu sancita la costituzione, fu nominato ispettore generale del Genio.
Nell'ottobre 1820 fu inviato in Sicilia a sostituire il generale Florestano Pepe che aveva represso i moti rivoluzionari, come comandante generale nell'isola. Nel gennaio 1821 tornò a Napoli, e fu ministro ad interim della guerra e della marina (25 febbraio 1821), e quindi si trovò al vertice politico-amministrativo del regno quando avvenne lo scontro tra il Secondo Corpo d'Armata napoletano, comandato dal tenente-generale Guglielmo Pepe e gli austriaci, agli ordini del generale Johann Philipp Frimont a Rieti (7 marzo 1821) e ad Antrodoco tra il pomeriggio del 9 e la mattina del 10 successivi. Dopo la sconfitta dei costituzionalisti, Colletta fu imprigionato per tre mesi al Castel Sant'Elmo per ordine del principe di Canosa, il capo della polizia, che egli sempre accusò di astio personale nei suoi confronti. Senza l'intervento degli austriaci sarebbe stato giustiziato; invece fu mandato in esilio senza stipendio a Brno, in Moravia. Furono ugualmente gli austriaci che gli fecero ottenere un piccolo sussidio dal governo napoletano.

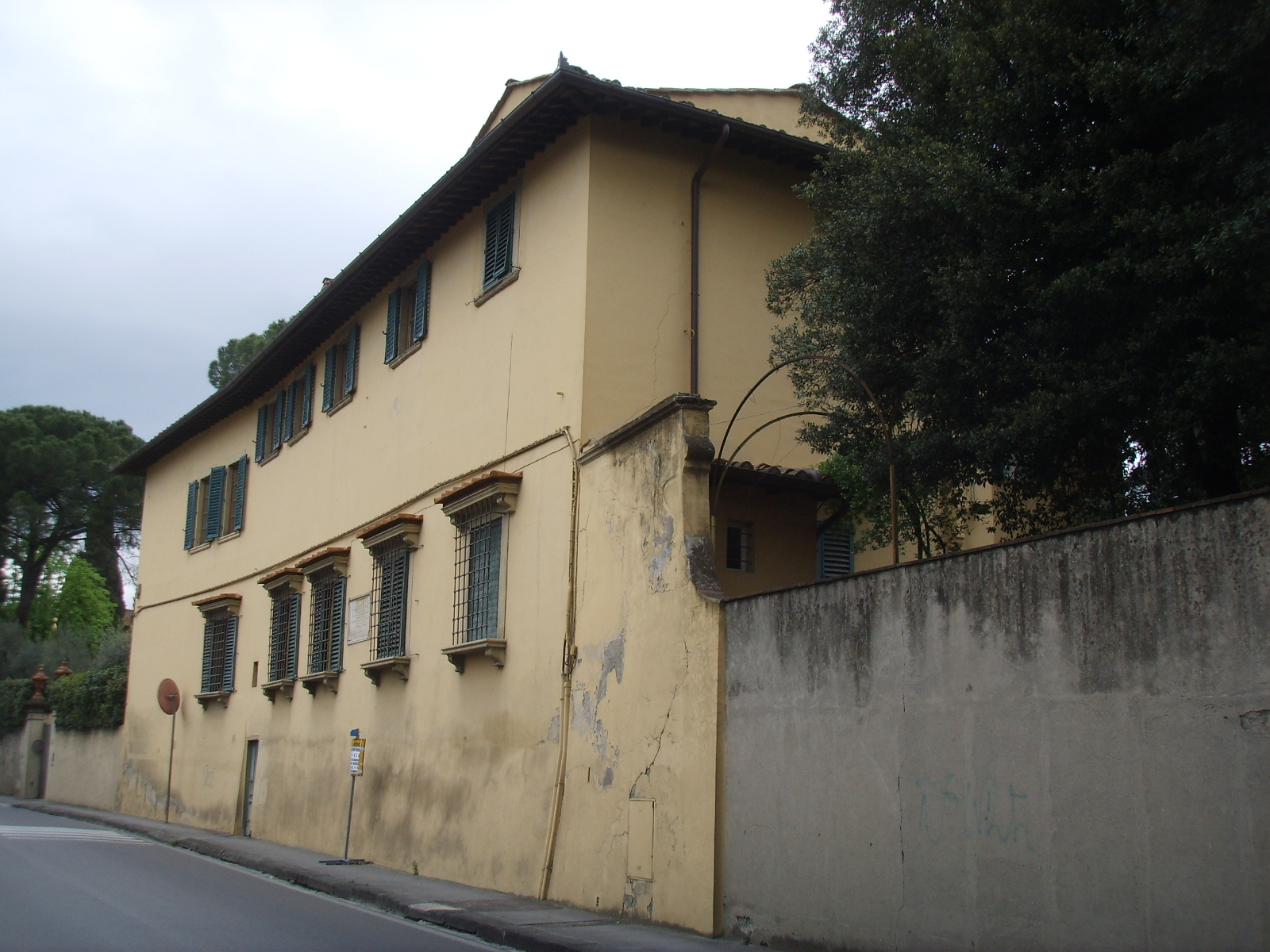
Residenza di Pietro Colletta a Firenze

Nel 1822 gli fu permesso di trasferirsi a Firenze, Granducato di Toscana. Riuscì a inserirsi nella fiorente vita culturale toscana, conobbe Tommaseo, Capponi, Giordani e più tardi Giacomo Leopardi. Qui collaborò all'Antologia e si dedicò con maggiore impegno agli studi storici e letterari, in particolare alla stesura della Storia del Reame di Napoli dal 1734 sino al 1825. Morì nel 1831.
La Storia, pubblicata postuma a cura di Gino Capponi nel 1834, diede avvio a polemiche anche aspre da parte degli avversari ancora viventi del Colletta, quali Antonio Capece Minutolo, principe di Canosa e Francesco Pignatelli, principe di Strongoli.
L'abate Domenico Sacchinelli, ex-segretario del cardinale Fabrizio Ruffo criticò aspramente l'opera di Colletta, ma rimproverò ancor più aspramente Vincenzo Cuoco, che considerava colui al quale Colletta si era ispirato. Domenico Sacchinelli pubblicò anche un libro nel quale narrava le gesta del cardinale Fabrizio Ruffo (essendo stato suo segretario) e confutava le narrazioni di Vincenzo Cuoco, Pietro Colletta e Carlo Botta.
Anche Benedetto Croce condannò le opere "patriottarde e umanistiche" di Pietro Colletta, Carlo Botta e Vincenzo Cuoco, in quanto storicamente incongruenti e non imparziali, pur avendo esse propugnato idee moderne quali l'anticlericalismo, la libertà e l'uguaglianza e avendo in tal modo contribuito al progresso.
Massone, fu Maestro venerabile della Loggia napoletana della Massoneria di rito egiziano La Sapienza Trionfante e della loggia di adozione La Vigilanza. Ebbe contatti epistolari con Giacomo Leopardi cui la solidarietà massonica garantì per un anno una donazione anonima mensile di 18 Francesconi in cambio delle sue opere.

## Opere
- Pochi fatti su Gioacchino Murat, Napoli, Società tipografica, 1820.
- Storia del reame di Napoli dal 1734 sino al 1825, Capolago, Tipografia Elvetica, 1834.[13]
- Storia della campagna d'Italia del 1815: opera postuma, Torino, Gianini e Fiore, 1847.
- Cenno storico intorno alla rivoluzione napoletana del 1820, Napoli, 1848.
- Opere inedite o rare di Pietro Colletta, I, Napoli, Stamperia Nazionale, 1861.
- Opere inedite o rare di Pietro Colletta, II, Napoli, Stamperia Nazionale, 1861.
- Pietro Colletta, Lettere e scritti inediti di Pietro Colletta: Introduzione. La conquista di Capri, La Questione siciliana nel 1820, a cura di Nino Cortese, Napoli, Società napoletana di storia patria, 1927.

## Riconoscimenti

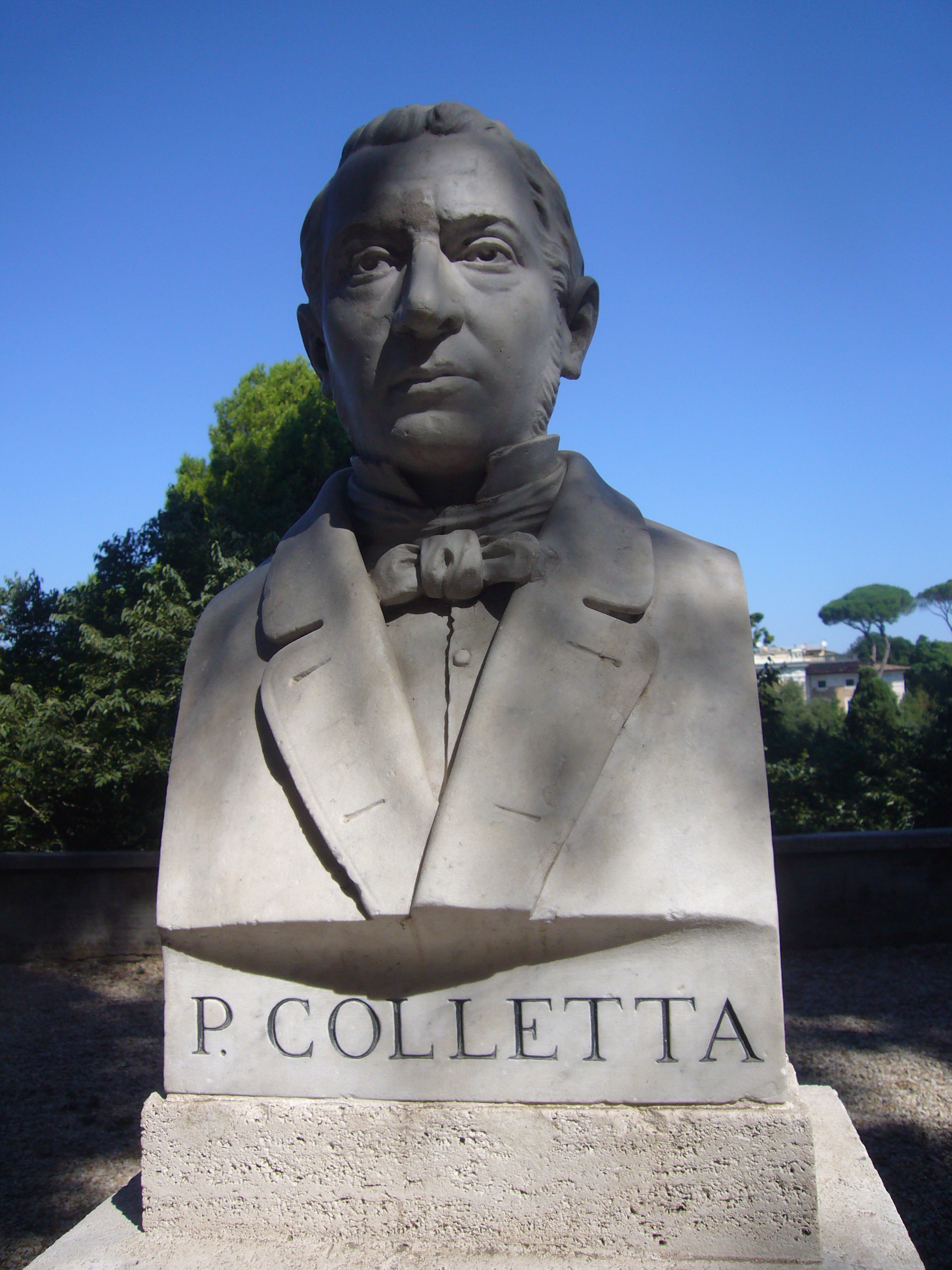
Busto di Pietro Colletta (Roma, Pincio)

- Ad Altamura, in provincia di Bari, gli è stata intitolata una strada
- Ad Avellino gli sono state intitolate due scuole, nello specifico il Convitto Nazionale e il Liceo Classico
- A Torino gli sono stati intitolati una via, il Lungo Dora Pietro Colletta, ed un parco, il Parco Colletta
- A Napoli gli è stata intitolata una via, nei pressi di Castelcapuano
- A Firenze, nel quartiere dalla toponomastica risorgimentale, è presente via Pietro Colletta
- Anche a Palermo gli è stata intitolata una via
- A Casarano, in provincia di Lecce, c'è una strada a suo nome.
- A Milano, in zona Porta Romana, c'è una strada a lui intitolata